# Friso Mando
Friso Mando (Brokopondo, 9 juni 1990) is een Surinaams voetballer die speelt als verdediger en aanvaller.

## Carrière
Mando bego zijn carrière in Suriname waar hij speelde bij SV ACoconut en SV Leo Victor. In 2012 trok hij naar België waar hij speelde bij derdeklasser Cappellen FC. Nadien speelde hij nog wedstrijden voor clubs uit lagere regionen zoals Berg en Dal VV, Retie Branddonk, VC Heuvelland, KFC Poperinge, Sassport Boezinge en sinds 2021 komt hij uit voor SK Oostnieuwkerke. In 2022 maakte hij de overstap naar KVK Westhoek.
Hij speelde in 2011 tien interlands voor Suriname waarin hij twee doelpunten scoorde.